# Stojčinovac
Stojčinovac falu Horvátországban, Pozsega-Szlavónia megyében. Közigazgatásilag Cseglényhez tartozik.

## Fekvése
Pozsegától légvonalban 31, közúton 47 km-re keletre, községközpontjától  légvonalban 8, közúton 12 km-re északkeletre, a Krndija-hegység déli lejtőin fekszik.

## Története
Josip Buturac szerint a középkorban Luna, vagy hasonló lehetett a neve, melyre a közelében fekvő „Lunjevac” és „Lunjevački dol” földrajzi nevek emlékeztetnek. A települést 1532 körül foglalta el a török és több, mint 150 évig török uralom alatt volt. A török uralom idején a kihalt településre pravoszláv szerbek vándoroltak be. Közülük a legelső a Stojčević család lehetett, mivel róluk kapta a mai nevét a falu. 1740-re a névadó család is kihalt, így a mai lakosság között már nincsenek az első telepesek utódai. A térség 1687-ben szabadult fel a török uralom alól. 1698-ban „Stoicsinovacz” néven 6 portával szerepel a török uralom alól felszabadított települések összeírásában.
 1702-ben 11, 1740-ben 12 ház állt a településen.
Az első katonai felmérés térképén „Dorf Stoicsinovacz” néven található. Lipszky János 1808-ban Budán kiadott repertóriumában „Stojcsinovac” néven szerepel. 
Nagy Lajos 1829-ben kiadott művében „Sztoichinovacz” néven 14 házzal, 109 ortodox vallású lakossal találjuk.
1857-ban 98, 1910-ben 164 lakosa volt a településnek. Az 1910-es népszámlálás szerint lakosságának 99%-a szerb anyanyelvű volt. Pozsega vármegye Pozsegai járásának része volt. Az első világháború után 1918-ban az új szerb-horvát-szlovén állam, majd később (1929-ben) Jugoszlávia része lett. 1991-től a független Horvátországhoz tartozik. 1991-ben lakosságának 69%-a szerb, 15%-a horvát nemzetiségű volt. 2011-ben a településnek 4 lakosa volt.

## Lakossága
| Lakosság változása | Lakosság változása | Lakosság változása | Lakosság változása | Lakosság változása | Lakosság változása | Lakosság változása | Lakosság változása | Lakosság változása | Lakosság változása | Lakosság változása | Lakosság változása | Lakosság változása | Lakosság változása | Lakosság változása | Lakosság változása |
| ------------------ | ------------------ | ------------------ | ------------------ | ------------------ | ------------------ | ------------------ | ------------------ | ------------------ | ------------------ | ------------------ | ------------------ | ------------------ | ------------------ | ------------------ | ------------------ |
| 1857               | 1869               | 1880               | 1890               | 1900               | 1910               | 1921               | 1931               | 1948               | 1953               | 1961               | 1971               | 1981               | 1991               | 2001               | 2011               |
| 98                 | 115                | 116                | 151                | 178                | 164                | 161                | 177                | 101                | 102                | 86                 | 41                 | 18                 | 13                 | 7                  | 4                  |